# Arasia mullion
Arasia mullion là một loài nhện trong họ Salticidae.
Loài này thuộc chi Arasia. Arasia mullion được Marek Żabka miêu tả năm 2002.